# Резец (созвездие)
Резе́ц (лат. Caelum) — созвездие южного полушария неба. Занимает на небесной сфере площадь в 125 квадратных градусов, содержит 21 звезду, видимую невооружённым глазом. Созвездие не имеет звёзд ярче четвёртой звёздной величины.

## Условия наблюдения
Наблюдается частично в центральных и южных районах России и полностью — в районах бывшего СССР, лежащих южнее широты +41°. Лучшие условия наблюдения в декабре.

## История
Новое созвездие. Опубликовано без названия впервые Николой Луи де Лакайлем в 1754 году, в 1756 году предложено название «Инструмент гравёра». В 1763 году Лакайль латинизировал название.